# Moritz Leitner
Moritz Leitner (Múnich, Alemania, 8 de diciembre de 1992) es un futbolista alemán que juega de centrocampista y se encuentra sin equipo tras abandonar el F. C. Zürich.

## Trayectoria
Leitner fue cedido al VfB Stuttgart el 14 de junio de 2013, donde jugó hasta junio de 2015.

## Clubes
| Club                     | País       | Año       |
| ------------------------ | ---------- | --------- |
| TSV 1860 Múnich          | Alemania   | 2010-2011 |
| Borussia Dortmund        | Alemania   | 2011-2016 |
| F. C. Augsburgo (cedido) | Alemania   | 2011      |
| VfB Stuttgart (cedido)   | Alemania   | 2013-2015 |
| S. S. Lazio              | Italia     | 2016-2017 |
| F. C. Augsburgo          | Alemania   | 2017-2018 |
| Norwich City F. C.       | Inglaterra | 2018-2021 |
| F. C. Zürich             | Suiza      | 2021-2022 |

## Palmarés

### Títulos nacionales
| Título                | Club              | País     | Año     |
| --------------------- | ----------------- | -------- | ------- |
| Bundesliga            | Borussia Dortmund | Alemania | 2010-11 |
| Bundesliga            | Borussia Dortmund | Alemania | 2011-12 |
| Copa de Alemania      | Borussia Dortmund | Alemania | 2011-12 |
| Supercopa de Alemania | Borussia Dortmund | Alemania | 2013    |
| Superliga de Suiza    | F. C. Zürich      | Suiza    | 2021-22 |